# Lugogostadion
Het Lugogostadion, ook bekend als Lugogo Cricket Oval, is een multifunctioneel stadion in Kampala, een stad in Oeganda. Het stadion wordt vooral gebruikt voor cricketwedstrijden. In het stadion is plaats voor 3.000 toeschouwers. Het stadion werd geopend in 1957.